# 岡安彦三郎
岡安 彦三郎（おかやす ひこさぶろう、1899年4月20日 - 1982年9月14日）は、日本の地方公務員。東京都副知事を務めた。

## 経歴・人物
岡安六郎の五男として埼玉県に生まれる。父・六郎が生命保険会社の福岡支店長を務めていたため福岡市で育つ。1917年福岡県立中学修猷館、第五高等学校を経て、1925年京都帝国大学法学部法律学科を卒業。
東京市役所に入り、財務局地理課庶務掛長、同地理課長、経済局庶務課長、市長室企画部予算課長、1943年7月に東京市と東京府が廃止され東京都となると、その都長官官房用度課長、1946年5月日本橋区長、財務課長、財務部長、財務局長を歴任した後、1949年12月、東京都副知事に就任。1951年7月から東京国立近代美術館の設立準備委員も務めた。1955年6月辞任する。
その後、東京鉄鋼埠頭社長、小田急バス、小田急交通各監査役などを務めた。